# Marcial Simões de Freitas e Costa
Marcial Simões de Freitas e Costa (* 29. Juli 1891 in Lissabon, Portugal; † 14. Dezember 1944 in Lourenço Marques) war ein portugiesischer Ingenieur, Architekt und Geschäftsmann.

## Leben

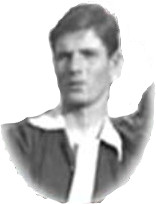
Marcial Freitas e Costa, als SLB-Spieler 1906/07

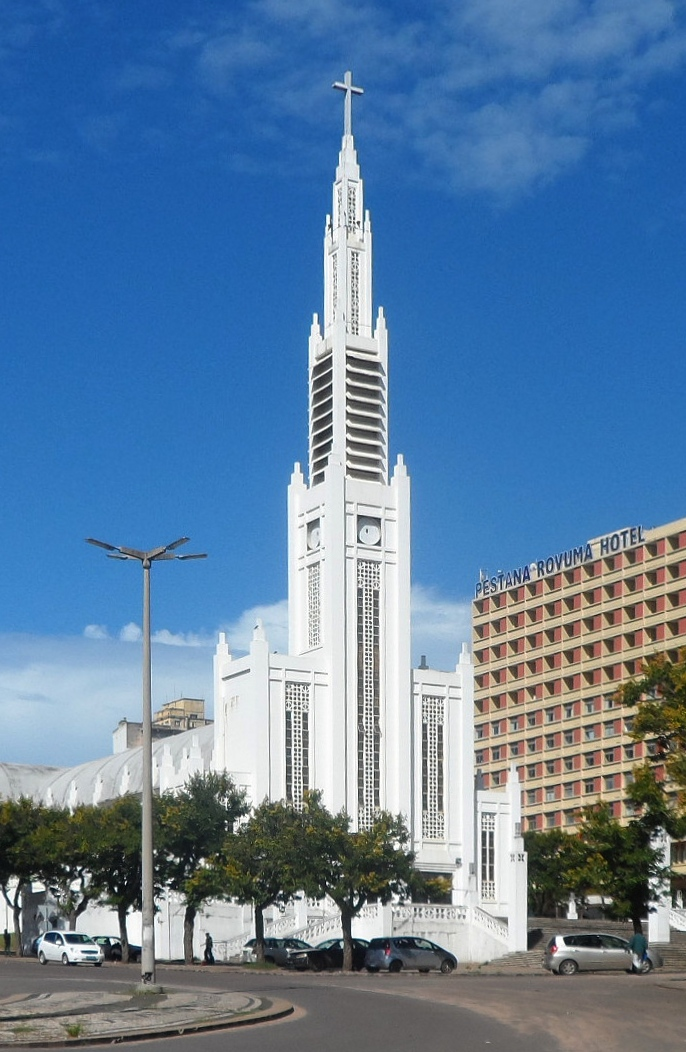
Die Kathedrale in Maputo, fertiggestellt 1944

Simões de Freitas e Costa war einer von zwei Söhnen des aus Praia stammenden Arztes Luís Teodoro de Freitas e Costa und der aus Carvalho stammenden Maria da Glória Simões de Freitas e Costa. Der Großvater väterlicherseits war Apotheker. Die Familie lebte zunächst in Lissabon in der Calçada de São Francisco und zog dann in den Stadtteil Belém. Marcial Freitas e Costa besuchte das Liceu Passos Manuel, das bis 1911 noch provisorisch am Largo do Carmo beheimatet war. In seiner Jugend spielte er Fußball in der Schulmannschaft und bei Sport Lissabon und Benfica, setzte dann den Fokus aber auf sein akademisches und berufliches Fortkommen. Dem Verein blieb er als Fußballer dennoch treu.
Er absolvierte seine militärische und ingenieurtechnische Ausbildung an der Escola de Guerra in Lissabon, er war Teil des Regimento de Sapadores Mineiros N.º 1 mit Sitz in Lissabon (heute Regimento de Engenharia N.º 1 mit Sitz in Tancos). Für seine Leistung in seiner Ausbildung erhielt Freitas e Costa eine schriftliche Würdigung. Im Weltkriegsjahr 1917 trat er dem Expeditionskorps bei. Als Pionier-Alferes Engenheiro war er in Frankreich eingesetzt und wurde im März 1918 zum Leutnant befördert. Er kehrte 1919 auf dem Landweg nach Portugal zurück, wo er am 4. August 1919 in Lissabon ankam. Am 30. Juli 1928 erhielt er den Ritterorden von Avis, wurde im gleichen Jahr zum Capitão befördert und heiratete. Aus der Beziehung ging ein gemeinsamer Sohn hervor.
In den 1930er Jahren leitete er die Eisenbahnen von Lourenço Marques (heute Maputo). 1936 entwarf er die 1944 fertiggestellte Igreja de Nossa Senhora da Conceição. Noch 1943 war er Chefingenieur der Gesellschaft für Häfen, Eisenbahnen und Transport in der portugiesischen Kolonie Mosambik.

## Schriften
- Installation of the Turntable at Lourenço Marques. In: Baldwin Locomotives. Baldwin Locomotive Works, Bd. 7, 1928, S. 63 ff.